# Spoorlijn Aarau - Menziken
De spoorlijn Aarau - Menziken ook wel Wynentalbahn genoemd is een Zwitserse spoorlijn van de voormalige spoorweg onderneming Wynentalbahn (afgekort: WTB) gelegen in het kanton Aargau. Sinds 2002 wordt de bedrijfsvoering uitgevoerd door AAR Bus + Bahn.

## Geschiedenis
In het jaar 1871 vormden een aantal gemeenten in Wynental een commissie die een concessieverzoek voor het traject van Aarau over Oberkulm naar Reinach en het traject van Beinwil am See over Reinach naar Menziken.
Beide trajecten moesten als normaalsporige lijn aangelegd worden. Een jaar later werd het project door het kanton Aargau goedgekeurd, maar kon door onenigheid over de route door de smalle vallei nog niet worden uitgevoerd.
Alleen het gedeelte tussen Beinwil am See en Menziken werd in 1883 gebouwd en in 1887 geopend. Het traject sluit aan en was onderdeel van de Seetalbahn van de SBB die de lijn doortrok naar Munster (LU) (tegenwoordig Beromünster).
In het Wynental werd toen ook gedacht aan de aanleg van een spoorlijn met elektrische tractie.
In januari 1903 begon de bouw. De opening van Wynentalbahn (WTB) tussen Aarau en Reinach was op het 5 maart 1904. De uitbreiding tot Menziken volgde een paar weken later. Beide trajecten begonnen aan de noordzijde van het SBB station Aarau SBB treinstation en kregen aan het begin van het jaar 1906 een track.

### Beinwil am See - Beromünster
Alleen het gedeelte tussen Beinwil am See en Menziken werd in 1883 gebouwd en in 1887 geopend. Het traject sluit aan en was onderdeel van de Seetalbahn van de SBB die de lijn doortrok naar Munster (LU) (tegenwoordig Beromünster). Het traject was een geëlektrificeerd enkelsporig traject met een helling van ten hoogste 37 ‰. Het personenvervoer met dagelijks 18 treinparen werd op 30 mei 1992 stilgelegd en door busvervoer vervangen. De proef met busvervoer was voor een periode van vijf jaar, maar werd niet meer teruggedraaid. In juli 2001 reden de laatste goederen treinen resp. speciale trein van Circus Knie.

In 2001 werd het traject stilgelegd en overgedragen aan de Wynental- und Suhrentalbahn (WSB). De WSB sloot in Reinach hun lijn aan op de voormalige SBB lijn en spoorde deze om in meterspoor tot Menziken. Hier werd een overdekte depot annex station gebouwd. In 2007 werd op het traject tussen Menziken en Beromünster een fietspad gerealiseerd.

### Aarau - Buchs - Suhr
De Schweizerische Bundesbahnen heeft op 12 december 2004 het traject tussen Aarau-Buchs-Suhr gesloten. Op 2 april 2008 werd dit traject over gedragen een de WSB.
Door deze aankoop wordt het traject langs de vier kilometer Kantonsstrasse tussen Aarau en Suhr verlaten. Het nieuwe traject werd op 22 november 2010 in gebruik genomen.

## Fusie
De Wynental en Suhrentalbahn (WSB) is ontstaan door een fusie op 24 juni 1958 van de Wynentalbahn (WTB) en de Aarau-Schöftland-Bahn (AS)

## Goederenvervoer

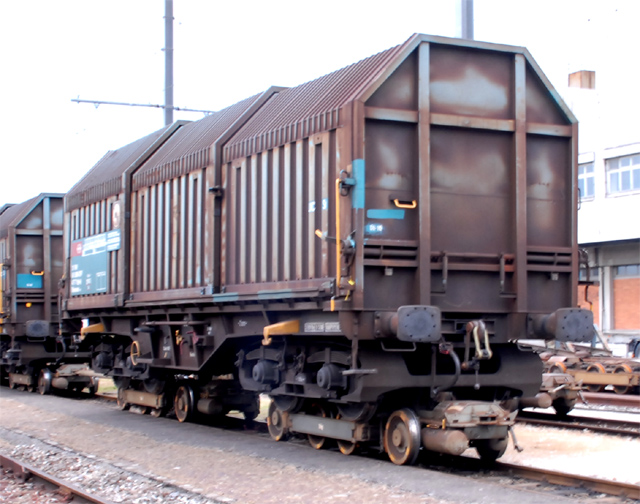
rolbokken met colywagen te Suhr

Voor het vervoer van normaalsporige goederenwagens werd in Suhr een rolbokinstallatie gebouwd. De rolbokken worden gebruikt op het traject tussen Suhr en Menziken. Hier konden de goederenwagens van het net van de SBB worden uitgewisseld.

## Elektrische tractie
Het traject werd geëlektrificeerd met 750 volt gelijkspanning.